# Jules Gay (historien)
Pour les articles homonymes, voir Gay et Jules Gay.
Jules Gay, né le 12 janvier 1867 à Strasbourg et mort le 31 août 1935 à Lille, est un historien, romancier et essayiste français.

## Biographie
Neveu du colonel Picquart, Pierre Gay est  élève de l'École normale supérieure (promotion 1886) et agrégé d'histoire et géographie (1890). Il est membre de l’École française de Rome (1891-1893), puis il obtient une bourse de voyage en Italie (1893-1894). Il devient docteur ès lettres en Sorbonne en 1904.
Jules Gay est professeur aux lycées de Chambéry, Besançon, Le Mans et Clermont-Ferrand. Il arrive à Lille en 1908 en tant que chargé de cours complémentaire d’histoire du Moyen Âge. Il devient professeur-adjoint en novembre 1910 puis titulaire sur la chaire d’histoire du Moyen Âge à la faculté des lettres de l'Université de Lille le 1er juillet 1913. Durant la première guerre mondiale, il quitte Lille occupée ; délégué au lycée Buffon d'octobre 1915 à juillet 1916 puis à l’Institut français de Florence d'octobre 1916 à juillet 1918  et enseignant à la faculté de Grenoble d’octobre 1918 à avril 1919. Il revient ensuite sur son poste à Lille qu'il occupe jusqu’à son décès en 1935.

## Publications sélectives[4]
- Les registres de Nicolas III (1277-1280), recueil des bulles de ce pape, publiées ou analysées d'après les manuscrits du Vatican, Paris : A. Fontemoing (-E. de Boccard), 1898-1932, 390 pages[5]  Description matérielle : 4 fasc. en 2 vol.
- L'Italie méridionale et l'Empire byzantin depuis l'avènement de Basile Ier jusqu'à la prise de Bari par les Normands (867-1071), Paris : A. Fontemoing , 1904, 636 pages[6]
- Le Pape Clément VI et les affaires d'Orient (1342-1352), Paris : Bellais, 1904, 188 pages
- Les papes du XIe siècle et la chrétienté, Paris : J. Gabalda, 1926, 428 pages

- Prix Thérouanne de l’Académie française en 1927
- Les Deux Romes et l'opinion française, Paris : F. Alcan, 1931, 247 pages

- Prix d'Académie de l’Académie française en 1933

## Distinctions
- Chevalier de la Légion d'honneur